# Ileana di Romania
Ileana di Romania (Bucarest, 5 gennaio 1909 – Youngstown, 21 gennaio 1991) era la figlia più giovane di Ferdinando I di Romania, re dei rumeni, e di sua moglie Maria di Sassonia-Coburgo-Gotha. Per nascita principessa di Hohenzollern, per matrimonio divenne arciduchessa d'Austria, principessa reale d'Ungheria e Boemia e principessa di Toscana.

## Biografia

### Giovinezza

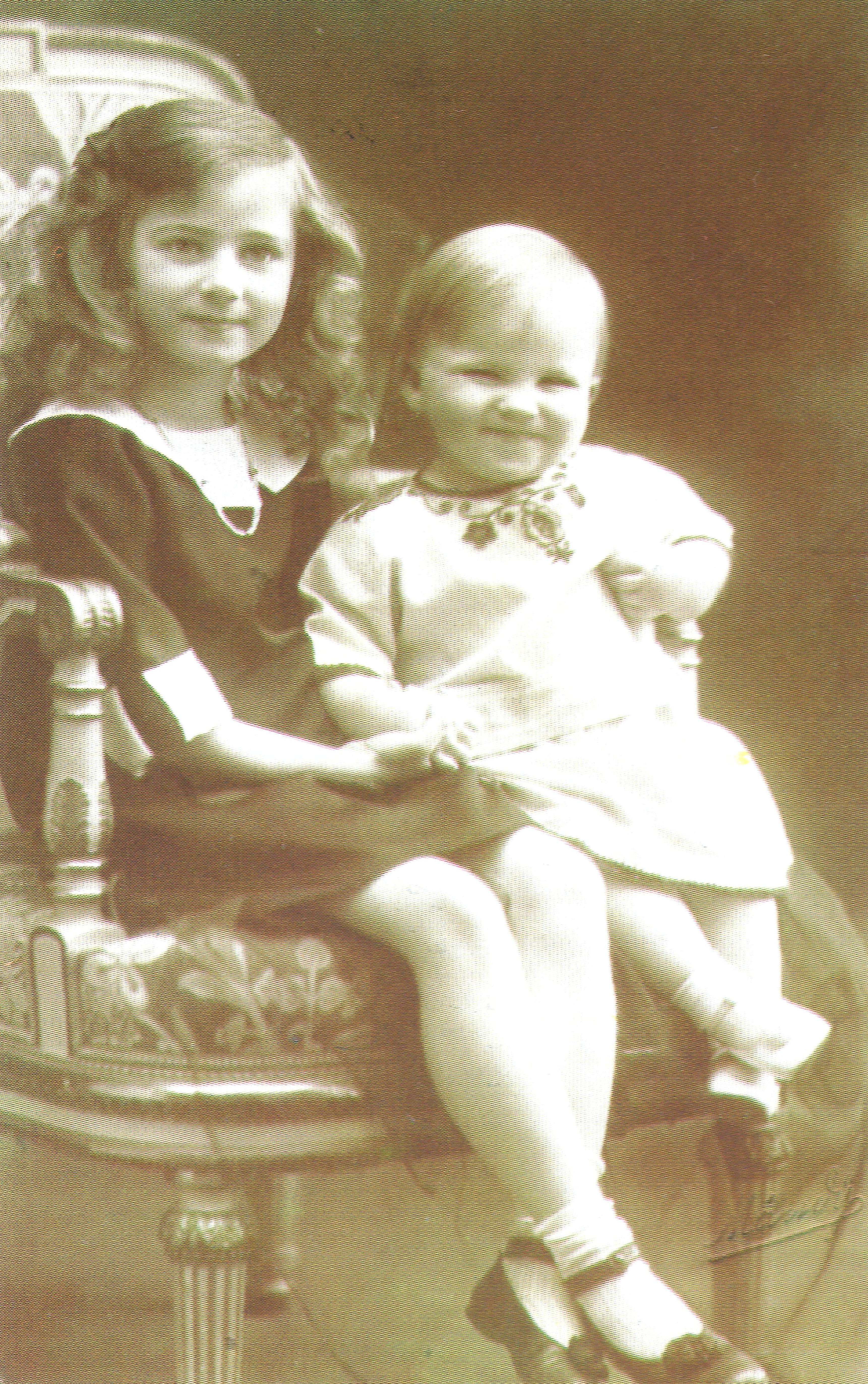
Ileana con il fratello Mircea.

Ileana nacque a Bucarest il 5 gennaio 1909, figlia di Ferdinando di Romania e Maria di Edimburgo, allora principi ereditari rumeni; da parte di madre discendeva dalla regina Vittoria e dello zar Alessandro II, mentre per via paterna apparteneva alla dinastia Hohenzollern-Sigmaringen, ramo cadetto della casa imperiale tedesca. Aveva tre fratelli, Carlo, Nicola e Mircea, morto a soli tre anni d'età, e due sorelle, Elisabetta e Maria. Sono sorti alcuni dubbi circa la vera paternità di Ileana: secondo alcuni, il padre biologico della principessa sarebbe stato il principe Barbu Știrbey, ma, secondo la biografia ad opera di Hannah Pakula della regina Maria, sarebbero soltanto voci.
La principessa si occupò di diverse attività di beneficenza e carità; fu la fondatrice e il presidente del Movimento Rumeno delle Guide, delle Giovani Riserve della Croce Rossa e della  prima scuola di Lavoro Sociale in Romania . Inoltre ottenne la licenza nautica, pilotando molto spesso la "Isprava". Infine venne coinvolta nell'associazione "Ragazze Guide Austriache" e divenne presidente di questo gruppo dal 1935 fino a quando lo scautismo ed il guidismo non vennero vietati nel 1938 in seguito all'Anschluss.

### Matrimonio
Il 26 luglio 1931 Ileana sposò a Sinaia l'arciduca Antonio d'Asburgo, figlio di Leopoldo Salvatore di Toscana e di Bianca di Spagna; l'unione fu fortemente incoraggiata dal fratello della sposa, re Carlo II, il quale, ritornato in Romania e asceso al trono un anno prima, era geloso della popolarità che aveva la sorella nel paese, motivo per la quale voleva allontanarla .  

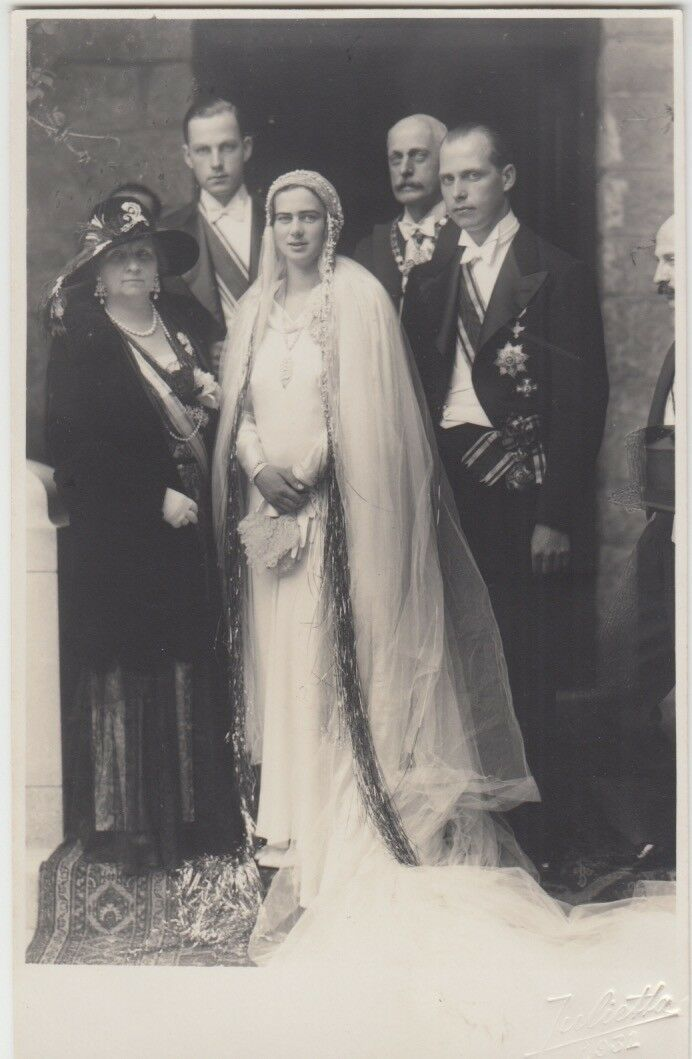
Ilena ed Antonio d'Asburgo.

Dopo la celebrazione delle nozze, Carlo affermò che nessun rumeno avrebbe tollerato che un Asburgo vivesse in terra rumena, per questo rifiutò agli sposi di vivere in Romania . La coppia quindi si stabilì nel Castello di Sonneburg, nella periferia di Vienna, che Ileana trasformò in un ospedale per i soldati rumeni feriti nella Seconda guerra mondiale . La coppia ebbe sei figli:
- Stefano (1932 - 1998)
- Maria Ileana (1933 - 1959)
- Alessandra (1935)
- Domenico (1937)
- Maria Maddalena (1939 - 2021)
- Elisabetta (1942 - 2019)

Il figlio maggiore, Stefano, nel 1959 venne colpito da una malattia debilitante che richiedeva cure premurose, offerte anche dalla madre. La figlia maggiore invece, Maria Ileana, rimase uccisa con il marito in un incidente aereo in Brasile, assieme al loro secondo figlio, di cui Maria Ileana era incinta. Il figlio Domenico nel maggio 2006 si vide restituire il castello di Bran dalle autorità romene come parte dell'eredità materna

### Anni successivi
Nel 1944 Ileana ed i figli si trasferirono in Romania dove presero residenza nel Castello di Bran, presso Brașov. L'arciduca Antonio cercò di raggiungere la famiglia ma venne catturato e messo agli arresti domiciliari dall'Armata Rossa. La principessa Ileana costituì ed iniziò a lavorare in un ospedale, allestito nella cittadina di Bran, che venne battezzato come "Ospedale del Cuore della Regina" in memoria di sua madre, la regina Maria, scomparsa nel 1938. 
Con l'abdicazione di suo nipote Michele I, nel 1947, Ileana e la sua famiglia vennero esiliati dal governo comunista; si stabilirono in Svizzera e poi in Argentina, per poi recarsi nel 1950 negli Stati Uniti, dove la principessa acquistò una casa a Newton, nel Massachusetts. Fra il 1950 ed il 1961, Ileana tenne delle conferenze contro il comunismo e lavorando con la Chiesa ortodossa rumena degli USA. Scrisse inoltre due libri , I Live Again, il diario del suo ultimo anno in patria, e Hospital of the Queen's Heart, che descriveva la fondazione e la gestione dell'ospedale. 
Il 29 maggio 1954 Ileana ed Antonio divorziarono ufficialmente e il 20 giugno dello stesso anno la principessa sposò il dottore Stefan Nikolas Issarescu, col quale però non ebbe figli. Nel 1961 la principessa Ileana entrò nel monastero ortodosso della Protezione della Madre di Dio, a Bussy, in Francia; il suo secondo matrimonio finì con il divorzio nel 1965. Con la tonsura monacale, suor Ileana cambiò nel 1967 il proprio nome in madre Alexandra. Fece ritorno negli Stati Uniti e fondò il monastero ortodosso della Trasfigurazione a Ellwood City, in Pennsylvania, presso il quale servì come badessa fino al suo ritiro nel 1981. Restò in convento fino alla sua morte.

### Morte
Ilena visitò la Romania nel 1990, all'età di ottantuno anni, assieme alla figlia Sandi. Nel gennaio 1991 si ruppe un'anca in una caduta avvenuta la notte prima del suo ottantaduesimo compleanno, e, mentre si trovava in ospedale, venne colta da due gravi infarti. Ileana di Romania morì il 21 gennaio 1991.

## Ascendenza
|                                      |                                   |                                     | Genitori                              |  |  | Nonni |  |  | Bisnonni                                  |  |  | Trisnonni                         |  |
|                                      |                                   |                                     |                                       |  |  |       |  |  | Carlo Antonio di Hohenzollern-Sigmaringen |  |  | Carlo di Hohenzollern-Sigmaringen |  |
|                                      |                                   |                                     |                                       |  |  |       |  |  | Carlo Antonio di Hohenzollern-Sigmaringen |  |  | Carlo di Hohenzollern-Sigmaringen |  |
|                                      |                                   | Maria Antonietta Murat              |                                       |  |  |       |  |  | Carlo Antonio di Hohenzollern-Sigmaringen |  |  |                                   |  |
| Leopoldo di Hohenzollern-Sigmaringen |                                   |                                     |                                       |  |  |       |  |  | Carlo Antonio di Hohenzollern-Sigmaringen |  |  |                                   |  |
|                                      |                                   | Giuseppina di Baden                 | Carlo II di Baden                     |  |  |       |  |  |                                           |  |  |                                   |  |
|                                      |                                   | Giuseppina di Baden                 | Carlo II di Baden                     |  |  |       |  |  |                                           |  |  |                                   |  |
|                                      |                                   | Giuseppina di Baden                 | Stefania di Beauharnais               |  |  |       |  |  |                                           |  |  |                                   |  |
| Ferdinando I di Romania              |                                   | Giuseppina di Baden                 |                                       |  |  |       |  |  |                                           |  |  |                                   |  |
|                                      |                                   | Ferdinando II di Portogallo         | Ferdinando di Sassonia-Coburgo-Kohary |  |  |       |  |  |                                           |  |  |                                   |  |
|                                      |                                   | Ferdinando II di Portogallo         | Ferdinando di Sassonia-Coburgo-Kohary |  |  |       |  |  |                                           |  |  |                                   |  |
|                                      |                                   | Ferdinando II di Portogallo         | Maria Antonia di Koháry               |  |  |       |  |  |                                           |  |  |                                   |  |
| Antonia di Portogallo                |                                   | Ferdinando II di Portogallo         |                                       |  |  |       |  |  |                                           |  |  |                                   |  |
|                                      |                                   | Maria II di Portogallo              | Pietro I del Brasile                  |  |  |       |  |  |                                           |  |  |                                   |  |
|                                      |                                   | Maria II di Portogallo              | Pietro I del Brasile                  |  |  |       |  |  |                                           |  |  |                                   |  |
|                                      |                                   | Maria II di Portogallo              | Maria Leopoldina d'Austria            |  |  |       |  |  |                                           |  |  |                                   |  |
| Ileana di Romania                    |                                   | Maria II di Portogallo              |                                       |  |  |       |  |  |                                           |  |  |                                   |  |
|                                      | Alberto di Sassonia-Coburgo-Gotha | Ernesto I di Sassonia-Coburgo-Gotha |                                       |  |  |       |  |  |                                           |  |  |                                   |  |
|                                      | Alberto di Sassonia-Coburgo-Gotha | Ernesto I di Sassonia-Coburgo-Gotha |                                       |  |  |       |  |  |                                           |  |  |                                   |  |
|                                      | Alberto di Sassonia-Coburgo-Gotha | Luisa di Sassonia-Gotha-Altenburg   |                                       |  |  |       |  |  |                                           |  |  |                                   |  |
| Alfredo di Sassonia-Coburgo-Gotha    | Alberto di Sassonia-Coburgo-Gotha |                                     |                                       |  |  |       |  |  |                                           |  |  |                                   |  |
|                                      |                                   | Vittoria del Regno Unito            | Edoardo Augusto di Hannover           |  |  |       |  |  |                                           |  |  |                                   |  |
|                                      |                                   | Vittoria del Regno Unito            | Edoardo Augusto di Hannover           |  |  |       |  |  |                                           |  |  |                                   |  |
|                                      |                                   | Vittoria del Regno Unito            | Vittoria di Sassonia-Coburgo-Saalfeld |  |  |       |  |  |                                           |  |  |                                   |  |
| Maria di Edimburgo                   |                                   | Vittoria del Regno Unito            |                                       |  |  |       |  |  |                                           |  |  |                                   |  |
|                                      |                                   | Alessandro II di Russia             | Nicola I di Russia                    |  |  |       |  |  |                                           |  |  |                                   |  |
|                                      |                                   | Alessandro II di Russia             | Nicola I di Russia                    |  |  |       |  |  |                                           |  |  |                                   |  |
|                                      |                                   | Alessandro II di Russia             | Carlotta di Prussia                   |  |  |       |  |  |                                           |  |  |                                   |  |
| Maria Aleksandrovna di Russia        |                                   | Alessandro II di Russia             |                                       |  |  |       |  |  |                                           |  |  |                                   |  |
|                                      |                                   | Maria d'Assia e del Reno            | Luigi II d'Assia e del Reno           |  |  |       |  |  |                                           |  |  |                                   |  |
|                                      |                                   | Maria d'Assia e del Reno            | Luigi II d'Assia e del Reno           |  |  |       |  |  |                                           |  |  |                                   |  |
|                                      |                                   | Maria d'Assia e del Reno            | Guglielmina di Baden                  |  |  |       |  |  |                                           |  |  |                                   |  |
|                                      |                                   | Maria d'Assia e del Reno            |                                       |  |  |       |  |  |                                           |  |  |                                   |  |